# Gatno
Gatno (Jezioro Niedamowskie) (kaszb. Jezoro Niedamòwsczé) – przepływowe jezioro rynnowe położone na południowo-wschodnim skraju Pojezierza Kaszubskiego ("Polaszkowski Obszar Chronionego Krajobrazu") w powiecie kościerskim (województwo pomorskie) na wysokości 137,1 m n.p.m., o powierzchni 72,6 ha i głębokości maksymalnej 25,2 m. Jezioro leży na południe od Niedamowa i jest częścią akwenu jezior Polaszkowskich.